# ChAI-6
Die sowjetische ChAI-6 (russisch ХАИ-6) beruhte auf der ChAI-1 und wurde im Luftfahrtinstitut Charkiw konstruiert. Es handelte sich um einen zweisitzigen militärischen Aufklärer in Tiefdeckerkonfiguration.

## Entwicklung
Die hohen Flugleistungen der ChAI-1 führten zu Forderungen seitens der Militärs, einen speziellen, auf hohe Geschwindigkeit ausgelegten Typ für die Luftbildaufklärung parallel zur Neman R-10 aus dem Zivilflugzeug zu entwickeln. Gegenüber dem Ausgangsmuster wurde die Maschine etwas verkleinert. Ein spezieller ferngesteuerter Kameraturm wurde entwickelt, der es ermöglichte, Bilder in korrigierter Perspektive bis 50 km abseits der Flugbahn zu liefern. Die Kraftstofftanks und die Aktoren im Tragflügel wurden verbessert. Der Erstflug erfolgte im Dezember 1935.
Obwohl die Maschine ausgezeichnete Flugleistungen zeigte, befand man letztlich, dass ein unbewaffneter Aufklärer zu leicht abzufangen sei. Eine Produktion wurde deswegen nicht eingeleitet. Der Kameraturm konnte jedoch in der Neman R-10 verwendet werden, ebenso die neuen Tanks und die Änderungen am Tragflügel.

## Aufbau
Die Maschine wurde weitestgehend aus Holz gefertigt und verfügte über ein einziehbares Fahrwerk. Die Ruder und Klappen wurden aus Aluminium hergestellt, das mit Stoff bespannt wurde. Konstruktionsleiter war Iossif Neman.

## Technische Daten
| Kenngröße             | Daten                |
| --------------------- | -------------------- |
| Besatzung             | 2                    |
| Länge                 | 7,30 m               |
| Spannweite            | 10,00 m              |
| Flügelfläche          | 14,00 m²             |
| Flügelstreckung       | 7,1                  |
| Leermasse             | 1200 kg              |
| max. Startmasse       | 1750 kg              |
| Triebwerk             | 1 × Wright R-1820 F3 |
| Leistung              | 524 kW (712 PS)      |
| Höchstgeschwindigkeit | 429 km/h             |